# Dallas A. Sutton
Dallas A. Sutton (geboren am 12. September 1911 in Grand Junction, Colorado; gestorben am 18. Juni 2006 in Chico, Kalifornien) war ein amerikanischer Zoologe, der sich vor allem mit den Säugetieren (Mammalogie) beschäftigte.

## Leben und Werk
Sutton wurde 1911 in Grand Junction in Colorado geboren und machte seinen Schulabschluss  A.A. dort am Mesa Jr. College im Jahr 1934 sowie 1939 seinen A.B. an der University of Colorado in Boulder. 1940 erhielt er seinen M.A. an der Northwestern University in Evanston, Illinois, und 1953 wurde er an der University of Colorado promoviert.
1934 begann Sutton seine erste Lehrtätigkeit als Grundschullehrer und nach seiner Promotion ging er als Biologielehrer an das Eastern Montana College in Billings, Montana. 1957 wurde er Professor für Biologie an der California State University in Chico und blieb dort bis zu seiner Emeritierung im Jahr 1976. Seine Ferien nutzte er für biologische Forschungsarbeiten oder als Naturforscher für den U.S. National Park Service, u. a. im Mesa Verde und im Rocky-Mountain-Nationalpark in Colorado. Außerdem unternahm er mehrere naturwissenschaftliche Bootsreisen entlang der Küste von San Diego bis nach Mexiko, um die heimische Flora und Fauna zu untersuchen.
Sutton war Mitglied der American Society of Mammalogists, der Southwestern Association of Naturalists und der Western Society of Naturalists. Er veröffentlichte zahlreiche Artikel vor allem für das Journal of Mammalogy und den Southwestern Naturalist. Zudem war er Mitglied der Chico Evangelical Free Church. Ein Schwerpunkt seiner Arbeit waren die Streifenhörnchen der amerikanischen Westküste. Er untersuchte diese Arten systematisch und beschrieb 2000 gemeinsam mit Bruce D. Patterson zwei neue und bis heute valide Unterarten, wobei sie Tamias senex pacifica dem Allen-Streifenhörnchen (Tamias senex) und Tamias siskiyou humboldti dem Siskiyou-Streifenhörnchen (Tamias siskiyou) zuordneten. Außerdem beschrieb er mehrere Arten der Streifenhörnchen in der Reihe Mammalian Species, darunter das Gelbe Fichtenstreifenhörnchen (Tamias amoenus) das Townsend-Streifenhörnchen (Tamias townsendii).